# Cryptoprymna dixiana
Cryptoprymna dixiana är en stekelart som beskrevs av Heydon 1988. Cryptoprymna dixiana ingår i släktet Cryptoprymna och familjen puppglanssteklar. Inga underarter finns listade i Catalogue of Life.